# Sonja Romei
Sonja Romei (* 1973 in Wien) ist eine österreichische Schauspielerin und Sängerin.

## Leben
Sonja Romei ist die Tochter einer österreichischen Mutter und eines türkischstämmigen Vaters. Sie studierte Gesang in Wien, gefolgt von einem privaten Schauspielstudium, das sie im Jahr 2000 mit der Bühnenreifeprüfung vor der Paritätischen Kommission der Bühnengewerkschaft abschloss. Romei arbeitete ab Ende der 1990er Jahre als Schauspielerin an Bühnen in Österreich, und Deutschland, unter anderem bei den Festspielen Reichenau, am Rabenhof Theater, am Theater Drachengasse, am Sommertheater Stadt Haag, Stadttheater Berndorf, Theater der Jugend, der Neuen Bühne Villach, dem Metropol Wien, am Tiroler Landestheater Innsbruck. Außerdem wirkte sie in Film- und Fernsehproduktionen mit, unter anderem (in der durchgehenden Rolle der Therapeutin) in der TV-Serie "Copstories", in Episodenrollen in "Schnell ermittelt" (Regie: Gerald Liegl), im TV-Krimi "Die Toten von Salzburg - Mordwasser" (Regie: Erhard Riedlsperger). Ferner spielte sie in Kinofilmen wie "Kaviar" (Regie: E. Tikhonova), "Ternitz - Tennessee" (Regie: Mirjam Unger), "Der Überfall" (Regie: Florian Flicker), "Oskar und Lilli" (Regie: Arash T. Riahi) mit. Daneben war sie als Sprecherin tätig und wirkte bei Hörspielen für Ö1 und den WDR mit.
Als Sängerin war Romei von 2007 bis 2009 Mitglied der A-cappella-Gruppe 4She. Außerdem war sie Komponistin, Texterin und Sängerin der von ihr gegründeten Wiener Musikformation Lorelei Lee, deren erstes Album 2008 herauskam. 2012 folgte das zweite Album, das vom österreichischen Musikfonds gefördert wurde. Mit Drew Sarich brachte sie 2012 die Single Move Me heraus.
Romei ist Mitglied der Akademie des Österreichischen Films.

## Privates
Sie ist die Mutter der Schauspielerin Mara Romei.

## Filmografie
- 1995: Betongräser (Kurzfilm, Regie: Antonin Svoboda)
- 1995: Sonnenuntergang  (Kurzfilm; Regie: Mirjam Unger)
- 1997: Speak Easy (Kurzfilm, Regie: Mirjam Unger)
- 2000: Mehr oder weniger (Kurzfilm; Regie: Mirjam Unger)
- 2000: Ternitz, Tennessee (Kinofilm; Regie: Mirjam Unger)
- 2000: Der Überfall (Kinofilm, Regie: Florian Flicker)
- 2000/2003: Kommissar Rex (zwei Folgen)
- 2001: Die Klavierspielerin
- 2002: Sinan Toprak ist der Unbestechliche (eine Folge)
- 2003: Wolfzeit (Kinofilm, Regie: Michael Haneke)
- 2004: Abgedrückt (Kurzfilm)
- 2007: Zeitfeld (Kurzfilm; Regie: Catalina Molina)
- 2010: 205 (Kurzfilm; Regie: Clara Stern)
- 2012: Clara Sehen (Kurzfilm, Kino)
- 2012: Spuren des Bösen – Racheengel (TV-Film)
- 2013, 2022: SOKO Donau (2 Episoden)
- 2013–2019: CopStories (17 Folgen)
- 2014, 2022: SOKO Kitzbühel (2 Episoden)
- 2016: Was hat uns bloß so ruiniert (Kinofilm)
- 2017: Der Grosse Tag (Kurzfilm - Kino, Arte/SWR)
- 2017: Schnell ermittelt (Folge: Dominik Fiedler; Regie: Gerald Liegl)
- 2017: Alles ist nicht genug (Kinofilm, Regie: Johanna Lietha; Iliana Estanol)
- 2019: Kaviar (Kinofilm, Regie: Elena Tikhonova)
- 2019: M – Eine Stadt sucht einen Mörder (TV-Serie; Regie: David Schalko)
- 2019: Die Toten von Salzburg – Mordwasser (TV-Film; Regie: Erhard Riedlsperger)
- 2020: Ein bisschen bleiben wir noch (Kinofilm; Regie: Arash T. Riahi)
- 2022: Euer Ehren (Fernsehserie)
- 2025: Die Toten von Salzburg – Mord in bester Lage (Fernsehreihe)